# ابن معاشو
ابن معاشو (به فرانسوی: Ben Maachou) یک شهرک در مراکش است که در استان برشید واقع شده‌است. ابن معاشو ۸٬۴۵۸ نفر جمعیت دارد.